# Happy New Year (film, 2008)
Pour les articles homonymes, voir Happy New Year.
Pour plus de détails, voir Fiche technique et Distribution.
Happy New Year est un film suisse réalisé par Christoph Schaub et sorti en 2008.
Il a été présenté au Festival international du film de Moscou 2009, et a été nommé à 4 reprises lors des Swiss Film Prize.

## Synopsis
Cinq histoires différentes se déroulent durant la nuit de la Saint-Sylvestre, avec neuf personnages plongés dans des situations où leur vie pourrait changer.

## Fiche technique
- Réalisation : Christoph Schaub
- Scénario : Grischa Duncker, Thomas Hess (de)
- Musique : Balz Bachmann (de), Peter Bräker
- Image : Stéphane Kuthy
- Montage : Marina Wernli
- Producteur : Marcel Hoehn (de)
- Pays de production :  Suisse
- Langues : allemand, suisse allemand
- Durée : 89 minutes (version originale)
- Date de sortie : octobre 2008

## Distribution
- Nils Althaus (de) : Kaspar
- Denise Virieux (de) : Gloria
- Johanna Bantzer (de) : Nina
- Pascal Holzer : Oliver
- Bruno Cathomas : Pascal
- Lou Haltinner : Karin
- Jörg Schneider (de) : Herbert
- Irene Fritschi : Anne-Marie
- Annina Euling (de) : Zoe
- Katharina von Bock (de) : Christina
- Joel Basman : Oskar
- Elisa Plüss : Sabrina